# Forschungszentrum für die Beobachtung von Zielen und Trümmerstücken im Weltraum
Das Forschungszentrum für die Beobachtung von Zielen und Trümmerstücken im Weltraum (chinesisch 中國科學院空間目標與碎片觀測中心 / 中国科学院空间目标与碎片观测研究中心, Pinyin Zhōngguó Kēxuéyuàn Kōngjiān Mùbiāo yǔ Sùipiàn Guāncè Yánjiū Zhōngxīn) ist eine Einrichtung der Chinesischen Akademie der Wissenschaften, die sich schwerpunktmäßig mit der optischen Bahnverfolgung von Satelliten und Weltraummüll befasst, aber auch mit erdnahen Asteroiden, die der Erde gefährlich werden könnten. Die Hauptverwaltung ist in der Sternwarte am purpurnen Berg in Nanjing angesiedelt. Leiter des Forschungszentrums ist seit Oktober 2011 Zhao Changyin (赵长印, * 1966), der seit dem 30. September 2020 auch Direktor der Sternwarte am purpurnen Berg ist.

## Geschichte

### Büro für Satellitenbeobachtung
Am 4. Oktober 1957 startete die Sowjetunion den ersten künstlichen Erdsatelliten Sputnik 1. Elf Tage später, am 15. Oktober, unterzeichneten Vizepremier Nie Rongzhen und Michail Georgijewitsch Perwuchin, stellvertretender Vorsitzender des Ministerrats der UdSSR, in Moskau das „Übereinkommen zwischen der Chinesischen Regierung und der Regierung der Sowjetunion über die Herstellung neuartiger Waffen und militärischer Ausrüstung sowie den Aufbau einer umfassenden Atomindustrie in China“. Dort war unter anderem vereinbart, dass die Chinesische Akademie der Wissenschaften ein System zur Beobachtung von Satelliten einrichten würde. Daraufhin wurde an der Sternwarte am purpurnen Berg eine Forschungsgruppe Satellitenbeobachtung (人造卫星观测研究组) gegründet.
Am 11. Dezember 1957 wurde in einem Folgeabkommen zwischen China und der Sowjetunion der Aufbau eines Chinesischen Satellitenbeobachtungs-Netzwerks (中国人造卫星观测网络) vereinbart, das sowjetische Satelliten routinemäßig beobachten sollte. Auf der Basis der Beobachtungsergebnisse sollten die Bahnelemente berechnet und die Position der Satelliten vorausgesagt werden.
Gleichzeitig richtete die Nationale Kommission der Chinesischen Akademie der Wissenschaften für das Internationale Geophysikalische Jahr eine Arbeitsgruppe optische Satellitenbeobachtung (人造卫星光学观测组) unter der Leitung von Zhang Yuzhe sowie eine Arbeitsgruppe radioastronomische Satellitenbeobachtung (人造卫星射电观测组) unter der Leitung von Chen Fangyun ein. Die Verantwortung für die Berechnung der Bahnelemente und die Satellitenvorhersage lag bei der Sternwarte am purpurnen Berg. Zwischen Ende 1957 und Februar 1958 wurden insgesamt 12 optische Satellitenbeobachtungsstationen eingerichtet: Ürümqi, Peking, Nanjing, Lanzhou, Kunming, Lhasa, Guangzhou, Xi’an, Shanghai (Xujiahui), Wuhan, Changchun und Tianjin. Diese 12 Stationen waren in das Optische Satellitenbeobachtungssystem der UdSSR integriert. Sie erhielten von den sowjetischen Kollegen die vorhergesagten Satellitenpositionen und suchten dort nach den Satelliten. Die chinesischen Stationen meldeten ihre Beobachtungsergebnisse schriftlich an die Chinesische Akademie der Wissenschaften sowie per Telegramm an die Sternwarte am purpurnen Berg und den Astronomischen Rat der Akademie der Wissenschaften der UdSSR. Die Sternwarte in Nanjing präzisierte daraufhin anhand der Beobachtungsergebnisse die Bahndaten der Satelliten und erstellte neue Vorhersagen.
Am 17. Mai 1958 hatte Mao Zedong in seiner berühmten Rede auf der Zweiten Sitzung des VIII. Parteitags der KPCh (5. – 23. Mai 1958) angekündigt, dass China nun auch selbst Satelliten entwickeln werde, und im Juli 1958 stufte die Chinesische Akademie der Wissenschaften im Rahmen des diesbezüglichen „Projekts 581“ die beiden Arbeitsgruppen für optische und radioastronomische Satellitenbeobachtung zu Büros (办公室) hoch. Das Büro für optische Satellitenbeobachtung unterstand der Sternwarte am purpurnen Berg, das Büro für radioastronomische Satellitenbeobachtung dem Institut für Elektronik der Akademie (中国科学院电子学研究所) im Pekinger Straßenviertel Zhongguancun.
Die beiden Büros waren für die Anleitung der Satellitenbeobachtungsstationen in technischen Fragen zuständig, die Kosten wurden dagegen von den örtlichen Regierungen getragen. Ähnlich wie bei den meteorologischen Beobachtungsstationen, die nach dem gleichen Prinzip organisiert waren, wurden in der Euphorie des Großen Sprungs nach vorn immer mehr Satellitenbeobachtungsstationen eröffnet. Im Oktober 1958 kamen Shanghai (Sheshan), Harbin, Xining, Zhengzhou, Chengdu, Qingdao, Fuzhou, Nanning, Shantou und Hohhot dazu, die alle in das Satellitenbeobachtungssystem der UdSSR integriert waren.
Am 21. Januar 1959 wurde das chinesische Satellitenprojekt auf Anweisung von Deng Xiaoping zunächst eingestellt, und am 20. Juni 1959 verkündete Nikita Sergejewitsch Chruschtschow nach längeren Reibereien, dass sich die Sowjetunion von dem Kooperationsabkommen vom 15. Oktober 1957 zurückziehen würde. Nichtsdestotrotz wurden im Laufe des Jahres 1959 noch sechs weitere Satellitenbeobachtungsstationen eröffnet, und zwar in Hailar, Xilin Hot, Bayangol, Jinan, Qamdo und eine zweite in Tianjin. Damit war die Zahl der Satellitenbeobachtungsstationen auf 28 angewachsen.
Am 16. Juli 1960 setzte die sowjetische Regierung China in Kenntnis, dass nun sämtliche Experten zurückberufen würden; bis Ende August 1960 hatten alle 1390 Männer und Frauen das Land verlassen. Dies markierte den endgültigen Bruch mit der Sowjetunion.
Gleichzeitig hatte der Große Sprung nach vorn viel von seinem anfänglichen Schwung verloren, und im September 1960 wurden die Büros für optische und radioastronomische Satellitenbeobachtung zum „Büro für Satellitenbeobachtung der Chinesischen Akademie der Wissenschaften“ (中国科学院人造卫星观测办公室) zusammengefasst, das in Nanjing angesiedelt und personell mit der Forschungsgruppe Satellitenbeobachtung der Sternwarte am purpurnen Berg identisch war – eine Arbeitsgruppe, zwei Türschilder. Zwei Jahre später, am 4. August 1962, wurde die Zahl der Satellitenbeobachtungsstationen von 28 auf 13 reduziert. Die Übertragung von Kompetenzen auf die örtlichen Regierungen hatte sich nicht bewährt. Nun wurden Kosten, Personalpolitik etc. zentral beim Büro für Satellitenbeobachtung geregelt.
1966, zu Beginn der Kulturrevolution, stellte das Büro für Satellitenbeobachtung seinen Betrieb zeitweise ein, wurde dann aber im Rahmen des „Projekts 651“ zur Entwicklung von Chinas erstem eigenen Satelliten bald wieder reaktiviert. Am 24. April 1970 startete Dong Fang Hong I, und im Zusammenwirken mit der „Abteilung für Satellitengeodäsie“ der Volksbefreiungsarmee (eine Tarnbezeichnung für das heutige Satellitenkontrollzentrum Xi’an) konnte seine Bahn zuverlässig vorausgesagt werden.

### Forschungszentrum für Satellitenbeobachtung
Im November 1971 wurde die Zahl der Beobachtungsstationen weiter reduziert. Nun waren nur noch sieben optische Stationen übrig: Ürümqi, Changchun, Guangzhou, Peking, Kunming, Xi’an und Nanjing – die radioastronomische Beobachtung wurde von der Abteilung für Satellitengeodäsie und ihren Außenstellen übernommen. Im Juli 1972 wurde schließlich das Büro für Satellitenbeobachtung aufgelöst und in das „Forschungszentrum für Satellitenbeobachtung der Chinesischen Akademie der Wissenschaften“ (中国科学院人造卫星观测研究中心) umgewandelt. Der Sitz des Forschungszentrums befand sich weiterhin in der Sternwarte am purpurnen Berg, die Personalkosten, Gerätebeschaffung etc. wurden nun aber direkt von der Akademie der Wissenschaften übernommen.

### Forschungszentrum für die Beobachtung von Zielen und Trümmerstücken im Weltraum
Bis zur Mission Shenzhou 5 am 15. Oktober 2003, bei der Yang Liwei als erster Chinese ins All abhob, hatte China nur unbemannte Raumflüge durchgeführt. Das Risiko einer Beschädigung von Satelliten durch Weltraummüll wurde, auch angesichts der geringen Zahl von Starts pro Jahr, als Ereignis mit einer geringen Wahrscheinlichkeit des Eintretens in Kauf genommen. Die Menge der Trümmerstücke im All nahm jedoch über die Jahre unaufhörlich zu – Ende der 1990er Jahre ging man von 8500 aus – und als nun mit dem bemannten Raumfahrtprogramm Menschenleben auf dem Spiel standen, widmete man dem Problem größere Aufmerksamkeit.
Im Oktober 2004 genehmigte die Akademie der Wissenschaften die Hochstufung der Einrichtung in Nanjing zum „Forschungszentrum für die Beobachtung von Zielen und Trümmerstücken im Weltraum der Chinesischen Akademie der Wissenschaften“ (中国科学院空间目标与碎片观测研究中心), analog zur Ground-based Electro-Optical Deep Space Surveillance der USA. Neben den sieben Beobachtungsstationen mit insgesamt 18 Fernrohren und Spiegelteleskopen gab es an der Sternwarte am Purpurnen Berg ein Rechenzentrum, das mit den Beobachtungsstationen über eigene Datenleitungen verbunden war.

## Struktur
Das Forschungszentrum besitzt immer noch sieben Beobachtungsstationen, allerdings andere als bei der Gründung. Heute ist die Beobachtung von Satelliten und Trümmerstücken primär an Außenstellen der Sternwarte am purpurnen Berg angesiedelt. In Nanjing selbst ist aufgrund der hohen Lichtverschmutzung optische Beobachtung nicht mehr möglich. Die folgende Tabelle enthält nur die für die Beobachtung von Zielen und Trümmerstücken im Weltraum eingeteilten Teleskope, nicht die wissenschaftlich-astronomische Ausrüstung der Observatorien:
| Station                      | Ausrüstung |
| ---------------------------- | --- |
| Beobachtungsstation Honghe   | Optoelektronisches Array mit 40/25-cm-Teleskopen gekoppeltes 40-cm-Teleskop (Ost) gekoppeltes 40-cm-Teleskop (West) 90-cm-Teleskop für präzise Bahnverfolgung von Objekten in mittleren und hohen Umlaufbahnen |
| Beobachtungsstation Yao’an   | Optoelektronisches Array mit 40/25-cm-Teleskopen |
| Beobachtungsstation Nanshan  | Optoelektronisches Array mit 40/25-cm-Teleskopen 80-cm-Teleskop für präzise Bahnverfolgung von Objekten in mittleren und hohen Umlaufbahnen                                                                    |
| Beobachtungsstation Xuyi     | 40/25-cm-Teleskop 65-cm-Teleskop für die Beobachtung von Weltraummüll |
| Beobachtungsstation Delhi    | 40/25-cm-Teleskop 40-cm-Schmidt-Teleskop für die Beobachtung von Weltraummüll |
| Beobachtungspark Changchun   | 40-cm-Teleskop |
| Beobachtungsbasis Phönixberg | 40/25-cm-Teleskop 40-cm-Schmidt-Teleskop für die Beobachtung von Weltraummüll |

Noch 2004 wurde an der Zentrale in Nanjing die „Arbeitsgruppe für präzise Bahnbestimmung von Satelliten“ (卫星精密定轨及应用团组) gegründet, die sich mit Forschungen zur Bahnmechanik von Raumflugkörpern und der Entwicklung von neuen Berechnungsmethoden befasste, vor allem für die Zeit unmittelbar nach einem Start. Die von dieser Arbeitsgruppe entwickelten Methoden wurden vor allem auf den Bahnverfolgungsschiffen der Volksbefreiungsarmee eingesetzt, wo man nicht mit Fernrohren, sondern mit Radar und Laser-Tachymetern arbeitet.
Im Dezember 2008 wurde die Arbeitsgruppe zum „Schwerpunktlabor der Chinesischen Akademie der Wissenschaften für die Beobachtung von Zielen und Trümmerstücken im Weltraum“ (中国科学院空间目标与碎片观测重点实验室) hochgestuft.
Heute gibt es dort sechs Arbeitsgruppen:
- Präzise Bahnbestimmung (轨道精密确定组)
- Präzise Bahnbestimmung 2 (轨道精密确定组2)
- Entwicklung von CCD-Kameras (CCD相机研发组)[22]
- Vermessen, Erkennen, Katalogisieren (探测与识别编目组)
- Weiterentwicklung und Wartung von Geräten (设备发展与保障组)
- Laser-Entfernungsmessung von Weltraummüll (空间碎片激光测距组)[23]

Die für alle Raumfahrtunternehmen, Satellitenbetreiber etc. zugängliche Datenbank über Trümmerstücke im Weltraum ist seit 2015 am Zentrum für Überwachung von Weltraummüll der Nationalen Raumfahrtbehörde Chinas in Peking angesiedelt. Dort findet auch die Evaluierung der Gefährdungslage, die Auslösung eines entsprechenden Alarms und die Koordinierung von Notfallmaßnahmen statt, die von Ausweichmanövern bis zum Start eines – ständig bereitstehenden – Rettungsraumschiffs für die Besatzung der Chinesischen Raumstation gehen können.
In Zeiten verstärkter Sonnenaktivität ist die Einschätzung der Gefahrenlage schwierig. Durch den höheren Energieeintrag dehnt sich die Erdatmosphäre aus. Ihre Dichte, und damit die Bremswirkung auf Raumflugkörper und Trümmerstücke in erdnahen Umlaufbahnen ist schwer zu bestimmen, was in der Vergangenheit sowohl zu falschen Alarmen als auch zur Unterschätzung von gefährlichen Situationen führte. Generell können Trümmerstücke im Zentimeterbereich einen Raumflugkörper zerstören oder zum Beispiel die Wand der Chinesischen Raumstation durchschlagen. Trümmerstücke, die kleiner als 1 Zentimeter sind, können Raumflugkörper beschädigen und, wenn eine wichtige Komponente getroffen wird, einen Satelliten außer Betrieb setzen.

## Zukünftige Entwicklung
Eine Gruppe von Wissenschaftlern um Hu Yihua (胡以华, * 1962) und Han Fei (韩飞) vom Nationalen Schwerpunktlabor für Pulslaser-Technologie (脉冲功率激光技术国家重点实验室) und dem Schwerpunktlabor der Provinz Anhui für elektronische Ortsbestimmung (电子制约技术安徽省重点实验室), beides auf dem Campus Hefei angesiedelte Einrichtungen der Fakultät für elektronische Kampfführung der Universität für Wissenschaft und Technik der Landesverteidigung, entwickelte eine auf der optischen Kohärenztomographie basierende Methode, bei der Trümmerstücke im Weltraum mit Lasern abgetastet werden. Wie alle optischen Beobachtungssysteme setzt dieses Verfahren einen wolkenlosen Himmel voraus. Es hat traditionellen Teleskopen gegenüber jedoch den Vorteil, dass es auch bei nicht beleuchteten Objekten funktioniert. Bei einem Test über eine horizontale Entfernung von 1 km mit einem 100-kW-Pulslaser konnte ein rotierendes, 5 cm großes Objekt mit einer Auflösung von 3 mm abgebildet werden, der Massenmittelpunkt konnte mit einer Genauigkeit von 3,4 mm bestimmt werden.
Die Präzision der Abtastung wird nur durch Turbulenzen in der Atmosphäre beeinflusst. Der horizontale 1-km-Test entspricht einer vertikalen Entfernung von 100 km. Oberhalb der Kármán-Linie herrscht weitgehendes Vakuum und die Laserstrahlen werden nicht weiter gestört, sodass mit dieser Methode auch optische Inspektionen von Satelliten in höheren Umlaufbahnen durchgeführt werden können.